# 스타와 이밤을
《스타와 이밤을》은 대한민국의 SBS에 방송됐던 토크쇼 프로그램이다.

## 방송 일정
- 1994년 1월 31일 ~ 1994년 4월 12일 : 매주 월, 화요일 밤 10시 55분 ~ 11시 55분
- 1994년 4월 18일 매주 월요일 밤 10시 55분 ~ 11시 55분
- 1994년 4월 24일 ~ 1994년 7월 11일 : 매주 일, 월요일 밤 10시 55분 ~ 11시 55분
- 1994년 7월 18일 ~ 1994년 10월 17일 : 매주 월요일 밤 10시 55분 ~ 11시 55분

## 진행자
- 이계진
- 이영현

## 에피소드 목록

### 1994년
- 1월 31일 : 신성일, 015B
- 2월 1일 : 이영자
- 2얼 7일 : 불명
- 2월 8일 : 불명
- 2월 14일 : 불명
- 2월 15일 : 불명
- 2월 21일 : 강석우
- 2월 22일 : 주현미
- 2월 28일 : 불명
- 3월 1일 : 불명
- 3월 7일 : 김종서
- 3월 8일 : 강부자
- 3월 14일 : 김수미
- 3월 15일 : 정보석
- 3월 21일 : 신동엽
- 3월 22일 : 임예진
- 3월 28일 : 강수연
- 3월 29일 : 백일섭
- 4월 4일 : 전인화 & 유동근
- 4월 5일 : 박상원
- 4월 11일 : 문성근
- 4월 12일 : 윤복희
- 4월 18일 : 나훈아
- 4월 24일 : 불명
- 4월 25일 : 김영애
- 5월 1일 : 이선희
- 5월 8일 : 김용림, 남일우
- 5월 9일 : 최수종 & 하희라
- 5월 15일 : 불명
- 5월 16일 : 패티김
- 5월 22일 : 박인수
- 5월 23일 : 김혜수
- 5월 29일 : 불명
- 5월 30일 : 김수철, 전유성
- 6월 5일 : 케빈 코스트너
- 6월 12일 : 오현경, 최동원
- 6월 13일 : 임백천, 김연주
- 6월 20일 : 불명
- 6월 26일 : 불명
- 6월 27일 : 불명
- 7월 3일 : 조문탁, 관지림, 유니스리, 손숙, 강경한
- 7월 4일 : 불명
- 7월 10일 : 이선희, 권인하, 박정운, 최연제
- 7월 11일 : 박종훈
- 7월 18일 : 이대근
- 7월 25일 : 김혜자
- 8월 1일 : 조수미
- 8월 8일 : 이숙영, 송창식
- 8월 22일 : 최명길
- 8월 29일 : 이무송 & 노사연
- 9월 5일 : 최진실 & 이병헌
- 9월 12일 : 불명
- 9월 19일 : 하춘화
- 9월 26일 : 심혜진
- 10월 3일 : 불명
- 10월 10일 : 불명
- 10월 17일 : 신세대 그룹과 함께

## 같이 보기
- 토크쇼